# Rysunek techniczny

Przykład rysunku technicznego

Rysunek techniczny – konwencja graficznego przedstawiania maszyn, mechanizmów, urządzeń, konstrukcji, układów, systemów, itp., dostarczająca pełnej informacji o działaniu, wykonaniu elementów  oraz montażu przedstawianego obiektu. Rysunek techniczny jest formą idealizacji i uproszczenia rzeczywistych cech przedstawianych obiektów w celu ułatwienia ich opisu.
Dawniej rysunek techniczny wykonywany był ręcznie na papierze lub kalce technicznej ołówkiem lub tuszem. Od połowy lat siedemdziesiątych zaczęto tworzyć systemy komputerowego wspomagania projektowania (CAD lub CADD), które w latach dziewięćdziesiątych ostatecznie wyparły ręczny rysunek techniczny z większości dziedzin.
Każda dziedzina inżynierii wypracowała swój własny zestaw reguł i styl rysunku technicznego.
Oddzielnym rodzajem rysunku technicznego jest rysunek techniczny schematyczny.
Rysunki, szkice i schematy techniczne zazwyczaj wykonuje kreślarz pod kierownictwem architekta lub inżyniera, wykorzystując tradycyjne przyrządy kreślarskie lub specjalistyczne oprogramowanie graficzne. W zależności od specjalizacji kreślarzy dzieli się na: kreślarzy konstrukcji i planów, maszyn i urządzeń technicznych, rysunków geodezyjnych i kartograficznych. Zajmują się odpowiednio graficznym przedstawianiem: planów budowlanych, projektów inżynieryjnych, opisów topograficznych i różnego rodzaju map sytuacyjnych.